# Subaru Libero

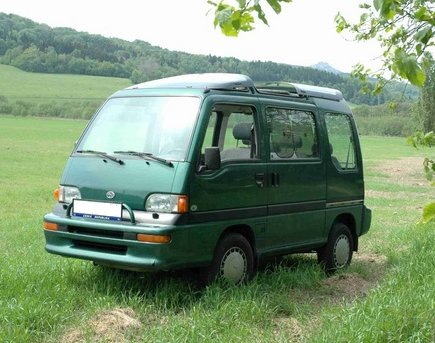
Subaru Libero - verze od 1993

Subaru Libero je osobní automobil vyráběný v letech 1984–1998 japonskou automobilkou Subaru. Vyskytuje se i pod dalšími jmény: Subaru E10, Subaru E12, Subaru Wagon, Subaru Sumo (Evropa), Subaru Domingo (pro Asii). Je příbuzné s vozem Subaru Sambar.
Předchůdce se vyráběl pod názvem Subaru Sambar postupně v několika generacích od roku 1961. V roce 1983 byla jedna modifikace nabídnuta i pro export pod názvem Subaru Domingo, Subaru E10 či Subaru E12 – s tou je možné setkat se i na evropských silnicích i pod názvem Subaru Libero. V roce 1993 byla z další generace Sambaru odvozena druhá verze tohoto vozidla – opět pod názvem Subaru Libero, koncem roku 1998 byla výroba ukončena a dále pokračuje pouze řada Subaru Sambar, která se do Evropy již nedováží.
V letech 1983–1993 se vyráběly dvě modifikace s motory 1.0 a 1.2 (podle toho to označení E10 a E12), novější verze od 1993 už pouze s motorem 1.2.
Novější verze (po roce 1993) má zejména silnější motor – nemá karburátor ale nepřímé vstřikování. Má na tehdejší dobu moderní design – zejména má více prosklené plochy (skoro celou střechu) a je oproti starší verzi kulatější. Přední dvě sedadla jsou otočná o 180 stupňů, takže na prostřední řadě sedadel je možné uspořádání sedadel tak, aby cestující seděli čelem k sobě.

## Technické údaje
|                        | 1983 - 1993 E10/E12                                      | 1993 - 1998                                              |
| ---------------------- | -------------------------------------------------------- | -------------------------------------------------------- |
| Rozměry (d x š x v):   | 3425 × 1430 × 1885 mm                                    | 3525 × 1415 × 1925 mm                                    |
| Motor:                 | OHC řadový tříválec uložený nad zadní nápravou           | OHC řadový tříválec uložený nad zadní nápravou           |
| Objem                  | 997/1189 cc                                              | 1190 cc                                                  |
| Max.výkon              | 50/52 LE                                                 | 54 LE                                                    |
| Pohon:                 | trvale vzadu, možné zapnout i přední                     | trvale vzadu, možné zapnout i přední                     |
| Hmotnost pohotovostní: | 905/920 kg                                               | 980 kg                                                   |
| Hmotnost maximální:    | 1395/1395 kg                                             | 1600 kg                                                  |
| Maximální rychlost:    | 120 km/h                                                 | 128 km/h                                                 |
| Karosérie:             | pětidveřová dodávka s nosným rámem šesti- až sedmimístná | pětidveřová dodávka s nosným rámem šesti- až sedmimístná |
| Světlá výška:          | 20.5cm                                                   | 19.5cm                                                   |

Do České republiky se oficiálně začalo dovážet v roce 1992 za cenu zhruba 528 tisíc, většina těchto aut je ale dovezená z Rakouska, Německa nebo Švýcarska.